# Max Havelaar (film)
Pour plus de détails, voir Fiche technique et Distribution.
Max Havelaar (titre original : Max Havelaar of de koffieveilingen der Nederlandsche handelsmaatschappij) est un film néerlandais réalisé par Fons Rademakers, sorti en 1976.

## Fiche technique
- Titre original : Max Havelaar of de koffieveilingen der Nederlandsche handelsmaatschappij
- Titre français : Max Havelaar
- Réalisation : Fons Rademakers
- Scénario : Gerard Soeteman d'après Max Havelaar de Multatuli
- Photographie : Jan de Bont
- Montage : Pieter Bergema, Victorine H. van den Heuvel
- Musique :
- Direction artistique : Benedict Schillemans
- Décors : Frank Raven, Fred Wetik
- Costumes : Elly Claus
- Casting  : Hans Kemna
- Pays d'origine : Pays-Bas
- Format : Couleurs - 2,35:1 - Mono
- Genre : Film dramatique
- Durée : 170 minutes
- Date de sortie : 1976

## Distribution
- Peter Faber : Max Havelaar
- Sacha Bulthuis : Tine
- Rutger Hauer : Duclari
- Adrian Brine : Dokter Bensen
- Dolf de Vries : Hendrickx
- Peter Oosthoek : Wawelaar
- Trees van der Donck : Mevrouw Droogstoppel